# Hamba Yasuyoshi
Yasuyoshi Hamba (sinh ngày 3 tháng 4 năm 1972) là một cầu thủ bóng đá người Nhật Bản.

## Sự nghiệp câu lạc bộ
Yasuyoshi Hamba đã từng chơi cho Júbilo Iwata.